# دونغ فانغ 41
الدونغ فنغ-41 أو رياح الشرق -41 (بالصينية المبسطة:东风-41）يُشار له بالمصادر الإنجليزية بـ DF-41 هو صاروخ باليستي عابر للقارات من صنع وتصميم جمهورية الصين الشعبية، ويُعتبر من الصواريخ الكبيرة العاملة بالوقود الصلب، والتي تُطلق من منصات برية متحركة مثبتة على شاحنات أو قاطرات. ويُمثل الصاروخ أحدث الصواريخ الباليستية الصينية على الإطلاق.
وهو جوهرة التاج في قوة الردع النووية الصينية وأهم أضلاع الثالوث النووي الصيني. وتُشير بعض المصادر بأن الصاروخ دخل الخدمة بالعام 2015 م في فيلق المدفعية الثاني الصيني.

## أنظمة التوجيه
- نظام الملاحة بالقصور الذاتي
- نظام التموضع العالمي
- قمر صناعي مع اتصال مباشر وتحديث مستمر متواصل
- جهاز إستشعار الحركة INS : متوفر
- جهاز إستشعار الدوران (الجيروسكوب) : متوفر

## التصميم
للصاروخ نطاق تشغيلي يتراوح بين 12٬000 و15٬000 كم. هذا من شأنه أن يجعله الصاروخ الأطول مدى في العالم، متجاوزًا صاروخ ال جي ام 30 مينتمان الأمريكي، والذي يبلغ مداه 13000 كيلومتر يُعتقد أن له سرعة قصوى تبلغ 25 ماخ، ويحمل رأسًا مدمرًا موجه (ر.م.د.هـ) (MIRV) يمكنه حمل حتى 12 رأسًا فرعيًا موجه. بدأ المشروع في عام 1986.

## المراوغة
يحمل من 10 إلى 12 رأسًا نوويًا بالإضافة إلى 40 رأسا خداعيا. ما يعني أن دفاعات العدو سيتشتت كليا.
بمجرد دخوله للغلاف الجوي للبلد العدو سينشر 40 رأسا خادعًا في الفضاء بالإضافة إلى بعض التفجيرات النووية في الفضاء كي يعمي الرادرات الأرضية.

## المستخدمون
الصين